# Robert Franco
Robert Franco Vallera es un profesor y dirigente sindical venezolano.

## Detención

### Arresto
La noche del 26 de diciembre de 2020, Robert fue detenido por una comisión de las Fuerzas de Acciones Especiales (FAES) durante un compartir con amigos en el parque Karupana de Carúpano, estado Sucre. Los funcionarios se presentaron violentamente, lo arrestaron con empujones y forcejeos, y lo metieron en la maleta de una camioneta Fortuner. Franco fue trasladado a Cumaná. A las 11:00 p.m. fue llevado hasta Puerto La Cruz, estado Anzoátegui, y a las 5:00 a.m. fue trasladado a la sede del FAES en San Martín, Caracas.

### Acusación
A las 10 a.m., fue interrogado en la sede sobre el grupo de WhatsApp “Operación Continente Americano 2020”. Robert se había unido al grupo luego de que dos profesoras jubiladas de la Universidad de Oriente hubiesen muerto por desnutrición y falta de atención médica, y de que alguien le preguntase sobre la situación de la educación en Venezuela. Franco se puso a la orden de necesitarse introducir un documento en instancias internacionales, como las Naciones Unidas, y la persona lo invitó al grupo de WhatsApp, explicando que estaba integrado por venezolanos en el exterior y que podían colaborar para mejorar la situación de la educación en el país.
Las FAES le ordenaron a Robert que leyese una pancarta que decía que pertenecía a "un grupo subversivo pagado por gobiernos extranjeros para desestabilizar el país". Él se negó, declarando que no tenía ningún vínculo con grupos parecidos y que su trabajo era gremial y sindical. Franco fue llevado al calabazo junto con el resto de los detenidos en la misma causa: el administrador del grupo Edgar García Pacheco, el ingeniero Darío Estrada y el comisario jubilado Rigoberto Moreno. A todos se les acusó de intentar asesinar a Tarek William Saab, fiscal general designado por la Asamblea Nacional Constituyente, al exgobernador Jonathan Marín, y de sabotear la instalación de la V Legislatura de la Asamblea Nacional oficialista.
La hermana de Franco ha declarado que nunca escribió en el grupo, nunca le escribieron mensajes en términos personales ni tampoco leyó contenido que pudiese subvertir o poner en riesgo al Estado venezolano. Su familia sostiene que el motivo de la detención fue por criticar las políticas educativas del Estado y exigir mejoras salariales y contrataciones colectivas justas.

### Audiencias e irregularidades
La audiencia de presentación se realizó el 30 de diciembre de 2020, donde el fiscal en materia de terrorismo, Farid Karid Mira, lo acusó a de estar involucrado en la Operación Gedeón. Robert pasó tres meses sin recibir visitas, y a partir del tercer mes sólo podía una visita familiar por quince minutos.
El juicio preliminar comenzó el 26 de marzo de 2021, donde los abogados defensores pidieron la libertad plena por falta de pruebas o que se concediera algún beneficio procesal. El juez Mascimino Márquez García (posteriormente acusado por corrupción) rechazó las peticiones sin explicación. Desde el 4 de junio de 2021 ha permanecido recluido en el centro de la Policía Nacional Bolivariana Zona 7.
Para 2023, tenía tres años detenido sin ser enjuiciado.

## Vida personal
Robert Franco tiene una hermana, Rosmar.